# Naval War College

Emblem des Naval War College

Das Naval War College (NWC oder NAVWARCOL; deutsch Seekriegsakademie) ist eine Bildungs- und Forschungseinrichtung der US Navy in Newport, Rhode Island. Zu ihren Kernaufgaben gehört die Entwicklung von Konzepten und Strategien der maritimen Kriegsführung sowie die Schulung und Ausbildung der Offiziere der US Navy.
Das Motto der Institution lautet viribus mari victoria (deutsch: „Sieg durch Seemacht“).

## Allgemeines
Das College wurde am 6. Oktober 1884 gegründet. Seinem ersten Präsidenten, Commodore Stephen B. Luce, wurde dafür zunächst das ehemalige Gebäude des Newport-Armenasyls in Newport, Rhode Island, zur Verfügung gestellt. Einer der ersten vier Fakultätsmitglieder war Captain Alfred Thayer Mahan. Dieser ist dafür bekannt, besonderen Wert auf strategisches Denken gelegt zu haben; man schreibt ihm großen Einfluss auf die Seekriegsführung weltweit zu. Trotz Mahans späterem Ansehen wurde der didaktische Ansatz des NWC lange Zeit sehr skeptisch betrachtet, da es nicht üblich war, große Teile der Ausbildung von den Schiffen weg zu verlagern.
Das NWC beschäftigt sich seit 1887 mit Kriegs- und Gefechtsszenarien und wurde so mit der Zeit zum „Labor“ für die Entwicklung von Seekriegskonzepten bzw. -strategien. Nahezu alle maritimen US-Operationen des 20. Jahrhunderts wurden ursprünglich von NWC geplant und durchgespielt bzw. entwickelt.
Die grundlegenden Studienfächer umfassen Themengebiete wie „Strategie und Politik“, „Nationale Sicherheit und Entscheidungsfindung“ und „Militärische Operationen gemischter Verbände“. Studenten aller US-Teilstreitkräfte als auch aus dem Ausland können am Naval War College der Vereinigten Staaten u. a. einen Master of Arts erwerben.
Das College ist zudem Gastgeber für eine Vielzahl von Symposien und Konferenzen. Es gibt eine Fülle eigener Publikationen heraus; seit 1948 erscheint die vierteljährliche Zeitschrift Naval War College Review.
Das Naval War College erhielt im Januar 1964 den Status eines National Historic Landmarks zuerkannt. Seit Oktober 1966 ist es im National Register of Historic Places als Historic District eingetragen.